# Olympische Winterspiele 1980/Rennrodeln
Bei den XIII. Olympischen Winterspielen 1980 in Lake Placid fanden drei Wettbewerbe im Kunstbahnrodeln statt. Austragungsort war die Bob- und Rodelbahn am Mount Van Hoevenberg.

## Bilanz

### Medaillenspiegel
| Platz | Land           | Gold | Silber | Bronze | Gesamt |
| ----- | -------------- | ---- | ------ | ------ | ------ |
| 1     | DDR            | 2    | 1      | –      | 3      |
| 2     | Sowjetunion    | 1    | –      | 1      | 2      |
| 3     | Italien        | –    | 2      | –      | 2      |
| 4     | BR Deutschland | –    | –      | 1      | 1      |
| 4     | Österreich     | –    | –      | 1      | 1      |

### Medaillengewinner
| Konkurrenz       | Gold                    | Silber                         | Bronze                         |
| ---------------- | ----------------------- | ------------------------------ | ------------------------------ |
| Einsitzer Männer | Bernhard Glass          | Paul Hildgartner               | Anton Winkler                  |
| Einsitzer Frauen | Vera Zozuļa             | Melitta Sollmann               | Ingrīda Amantova               |
| Doppelsitzer     | Hans Rinn, Norbert Hahn | Peter Gschnitzer, Karl Brunner | Georg Fluckinger, Karl Schrott |

## Ergebnisse
(alle Laufzeiten in Sekunden, Gesamtzeiten in Minuten)

### Einsitzer Männer
| Platz | Land | Sportler            | 1. Lauf | 2. Lauf | 3. Lauf | 4. Lauf | Gesamt   |
| ----- | ---- | ------------------- | ------- | ------- | ------- | ------- | -------- |
| 1     | DDR  | Bernhard Glass      | 43,609  | 43,780  | 43,925  | 43,482  | 2:54,796 |
| 2     | ITA  | Paul Hildgartner    | 43,652  | 44,000  | 43,708  | 44,012  | 2:55,372 |
| 3     | FRG  | Anton Winkler       | 43,885  | 44,045  | 44,310  | 44,305  | 2:56,545 |
| 4     | DDR  | Dettlef Günther     | 43,199  | 43,555  | 46,879  | 43,530  | 2:57,163 |
| 5     | AUT  | Gerhard Sandbichler | 44,128  | 44,711  | 44,305  | 44,307  | 2:57,451 |
| 6     | AUT  | Franz Wilhelmer     | 44,162  | 44,783  | 44,159  | 44,379  | 2:57,483 |
| 7     | FRG  | Gerhard Böhmer      | 44,010  | 44,741  | 44,434  | 44,584  | 2:57,769 |
| 8     | FRG  | Anton Wembacher     | 44,308  | 44,549  | 44,835  | 44,320  | 2:58,012 |
| 9     | AUT  | Albert Graf         | 44,253  | 44,524  | 44,815  | 44,431  | 2:58,023 |
| 10    | TCH  | Jindřich Zeman      | 44,901  | 45,438  | 45,571  | 45,025  | 3:00,935 |
|       |      |                     |         |         |         |         |          |
| 13    | LIE  | Rainer Gassner      | 45,283  | 45,956  | 45,907  | 44,927  | 3:02,073 |
| 21    | ITA  | Ernst Haspinger     | 43,435  | 43,833  | 43,592  | 48,556  | 3:03,416 |

1. Lauf: 13. Februar 1980, 20:10 Uhr
 2. Lauf: 14. Februar 1980, 16:30 Uhr
 3. Lauf: 15. Februar 1980, 15:00 Uhr
 4. Lauf: 16. Februar 1980, 16:00 Uhr
30 Teilnehmer aus 13 Ländern, davon 23 in der Wertung. Ausgeschieden u. a.: Hans Rinn (GDR), Markus Kägi (SUI), Ueli Schenkel (SUI).
Nach 2 Läufen führte Dettlef Günther, der einen Bahnrekord erzielt hatte, vor Ernst Haspinger und Dainis Bremse (Lettland, damals noch URS). Sandbichler war auf Rang 9 bester Österreicher, gefolgt von Wilhelmer und Albert Graf. Schon nach dem ersten Lauf waren die Medaillenchancen für alle österreichischen Teilnehmer dahin. Außerdem fielen die Schweizer Kägi und Schenkel und auch der Südtiroler Karl Brunner durch Stürze aus, aber auch Günther (der allerdings mit Rang 4 ins Top-Klassement kam) und der nach drei Läufen führende Haspinger sowie Bremse und Hans Rinn waren betroffen. Die beiden österreichischen Schlitten klassierten sich über Erwarten gut.

### Einsitzer Frauen
| Platz | Land | Sportlerin           | 1. Lauf | 2. Lauf | 3. Lauf | 4. Lauf | Gesamt   |
| ----- | ---- | -------------------- | ------- | ------- | ------- | ------- | -------- |
| 1     | URS  | Vera Zozuļa          | 39,978  | 39,167  | 39,271  | 39,121  | 2:36,537 |
| 2     | DDR  | Melitta Sollmann     | 39,289  | 39,640  | 39,360  | 39,368  | 2:37,657 |
| 3     | URS  | Ingrīda Amantova     | 39,346  | 39,488  | 39,610  | 39,373  | 2:37,817 |
| 4     | FRG  | Elisabeth Demleitner | 39,568  | 39,460  | 39,466  | 39,424  | 2:37,918 |
| 5     | DDR  | Ilona Brand          | 39,393  | 39,506  | 39,700  | 39,516  | 2:38,115 |
| 6     | DDR  | Margit Schumann      | 39,611  | 39,715  | 39,567  | 39,362  | 2:38,255 |
| 7     | AUT  | Angelika Schafferer  | 39,411  | 40,249  | 39,731  | 39,544  | 2:38,935 |
| 8     | URS  | Astra Rībena         | 39,617  | 39,780  | 39,816  | 39,798  | 2:39,011 |
| 9     | TCH  | Mária Jasenčáková    | 39,698  | 39,862  | 39,906  | 39,963  | 2:39,429 |
| 10    | AUT  | Christine Brunner    | 39,642  | 40,083  | 39,833  | 40,265  | 2:39,823 |
| 11    | ITA  | Angelika Aukenthaler | 39,829  | 41,043  | 39,919  | 39,860  | 2:40,651 |
| 12    | FRG  | Andrea Fendt         | 40,234  | 40,458  | 40,215  | 40,484  | 2:41,391 |
|       |      |                      |         |         |         |         |          |
| 14    | AUT  | Annefried Göllner    | 40,378  | 40,375  | 40,489  | 40,394  | 2:41,636 |
| 16    | ITA  | Monika Auer          | 40,590  | 40,319  | 41,269  | 40,855  | 2:43,033 |

1. Lauf: 13. Februar 1980, 19:00 Uhr
 2. Lauf: 14. Februar 1980, 14:00 Uhr
 3. Lauf: 15. Februar 1980, 14:00 Uhr
 4. Lauf: 16. Februar 1980, 14:00 Uhr
26 Teilnehmerinnen aus 11 Ländern, davon 23 in der Wertung. Ausgeschieden u. a.: Marie-Luise Rainer (ITA).
Nach dem ersten Durchgang führte bereits Zozuļa (Schreibweise auch: Sosulja) vor Sollmann und Amantowa; Rang 4 nahm Brand ein, auf Rang 5 war Schafferer platziert. Die Österreicherin fiel im dritten Lauf auf Rang 9 zurück, sie war sich bei einem leichten «Kipper» über die eigenen Finger gefahren. Beim Röntgen stellte sich ein Fingerbruch heraus, trotzdem fuhr sie auch im letzten Lauf.

### Doppelsitzer
| Platz | Land | Sportler                              | 1. Lauf | 2. Lauf | Gesamt   |
| ----- | ---- | ------------------------------------- | ------- | ------- | -------- |
| 1     | DDR  | Hans Rinn, Norbert Hahn               | 39,303  | 40,028  | 1:19,331 |
| 2     | ITA  | Peter Gschnitzer, Karl Brunner        | 39,549  | 40,057  | 1:19,606 |
| 3     | AUT  | Georg Fluckinger, Karl Schrott        | 39,509  | 40,286  | 1:19,795 |
| 4     | DDR  | Bernd Hahn, Ulrich Hahn               | 39,972  | 39,942  | 1:19,914 |
| 5     | ITA  | Hansjörg Raffl, Alfred Silginer       | 39,823  | 40,153  | 1:19,976 |
| 6     | FRG  | Anton Winkler, Anton Wembacher        | 39,916  | 40,096  | 1:20,012 |
| 7     | FRG  | Hans Brandner, Balthasar Schwarm      | 39,814  | 40,249  | 1:20,063 |
| 8     | TCH  | Jindřich Zeman, Vladimír Resl         | 40,050  | 40,092  | 1:20,142 |
| 9     | AUT  | Günther Lemmerer, Reinhold Sulzbacher | 40,017  | 40,486  | 1:20,503 |
| 10    | URS  | Dainis Bremse, Aigars Kriķis          | 40,829  | 42,498  | 1:20,662 |
|       |      |                                       |         |         |          |
| 16    | LIE  | Wolfgang Schädler, Rainer Gassner     | 40,164  | 40,566  | 1:23,395 |

Datum: 19. Februar 1980, 14:00 Uhr (1. Lauf), 15:00 Uhr (2. Lauf)
19 Teams aus 12 Ländern, alle in der Wertung.
Die österreichischen Bronzemedaillen-Gewinner waren bis zu diesem Zeitpunkt höchstens Insidern bekannt gewesen, wenngleich sie 1979 Zweite im Weltcup geworden waren. Sie waren waschechte Amateure. Das Budget der FRG-Rodler wurde mit ca. 1,29 Mio. DM beziffert, jenes der Italiener (praktisch waren es Südtiroler – und sie waren dem Skipool angeschlossen) wurde mit zwei Drittel dieses Betrages beziffert. Demgegenüber nahm sich das österreichische Etat mit 700.000 Schilling (umgerechnet ca. 100.000 DM) verschwindend klein aus. Von den GDR-Rodlern wusste man, dass diese seit 25. August in Oberhof trainierten (die Bob- und Rodelbahn in Igls stand erst seit 5. November zur Verfügung).